# (5017) Tenchi
(5017) Tenchi es un asteroide perteneciente al cinturón de asteroides, descubierto el 18 de febrero de 1977 por Hiroki Kosai y su compañero astrónomo Kiichirō Furukawa desde el Observatorio Kiso, Monte Ontake, Japón.

## Designación y nombre
Designado provisionalmente como 1977 DS2. Fue nombrado Tenchi en honor al emperador japonés Tenji Tennō.

## Características orbitales
Tenchi está situado a una distancia media del Sol de 3,155 ua, pudiendo alejarse hasta 3,395 ua y acercarse hasta 2,915 ua. Su excentricidad es 0,075 y la inclinación orbital 16,13 grados. Emplea 2047 días en completar una órbita alrededor del Sol.

## Características físicas
La magnitud absoluta de Tenchi es 12,2. Tiene 22,488 km de diámetro y su albedo se estima en 0,049.